# Независим театър
Независим театър е театър в София, създаден от Слав Бойчев, като част от Младежката организация за независимо театрално и филмово изкуство, наследник е на Модерен театър. Открит е на 6 май 2015 г. със спектакъла „Омайна нощ“ от Жозиан Баласко, режисура на Велко Кънев. От 17 януари 2017 ч. в тази сграда се намира театър Theatro.

## Дейност
Чрез художествен съвет театърът организира конкурси за независими проекти, които да се представят на сцената му. Художественият съвет продуцира собствени театрални спектакли, организира национални и международни ателиета, театрални фестивали и форуми. Дава се възможност за гостуване театри от страната, за да представят най-добрите си постановки на сцената на Независим театър.

## Актьорски състав
В постановките на театъра участват актьорите Асен Блатечки, Мария Сапунджиева, Атанас Атанасов, Юрий Ангелов, Николай Урумов, Филип Аврамов, Луиза Григорова, Ненчо Балабанов, Радина Думанян.
Комисия ще избира най-добрите представления на завършващите класове от театралните висши учебни заведения в България. За всяка нова продукция се провежда национален кастинг на актьорите и екипа. 

## Репертоар
Репертоарът на театъра се представя в няколко програми – основна, театрална селекция, наградени представления, ново поколение, гостуващи, алтернатива.
През пролетта на 2015 г. ще се поставят на сцена постановките „Чиста къща“ от Сара Рул, „Бурунданга“ от Жорди Галсеран, „Фенове“ от Елин Рахнев, „Моли Суини“ от Брайън Фриъл, „Ти си жена, аз съм мъж – желанията ни са еднакви“ от Николай Урумов, мюзикълът „Грозното пате“, „Всичко, от което имаш нужда“, „Мартин, Данчо и майка им“ от Камен Донев.